# Ramphia amarygma
Ramphia amarygma är en fjärilsart som beskrevs av Achille Guenée 1852. Ramphia amarygma ingår i släktet Ramphia och familjen nattflyn. Inga underarter finns listade.